# Episinus mucronatus
Episinus mucronatus là một loài nhện trong họ Theridiidae.
Loài này thuộc chi Episinus. Episinus mucronatus được Eugène Simon miêu tả năm 1894.